# Granges-près-Marnand
Granges-près-Marnand is een plaats en voormalige gemeente in het Zwitserse kanton Vaud, en maakt deel uit van het district Broye-Vully.
Granges-près-Marnand telde 1.187 inwoners in 2005.

## Geschiedenis
Voor 2008 maakte de gemeente deel uit van het toenmalige district Payerne. Op 1 januari 2008 werd de gemeente deel uit van het nieuwe district Broye-Vully. Na een referendum op 8 februari 2009 fuseerde de gemeente met de gemeenten Cerniaz, Combremont-le-Grand, Combremont-le-Petit, Marnand, Sassel, Seigneux en Villars-Bramard tot een nieuwe gemeente met de naam Valbroye en toen ongeveer 2.600 inwoners.

## Geboren
- Adolphe Jordan (1845-1900), rechter, bestuurder en politicus

- Gemeinsame Normdatei: 4697150-6
- Historisch woordenboek van Zwitserland: 002580
- Virtual International Authority File: 159926789
- WorldCat: E39PBJwMxB37XG9Wb89hfvgh73